# Vance Joy

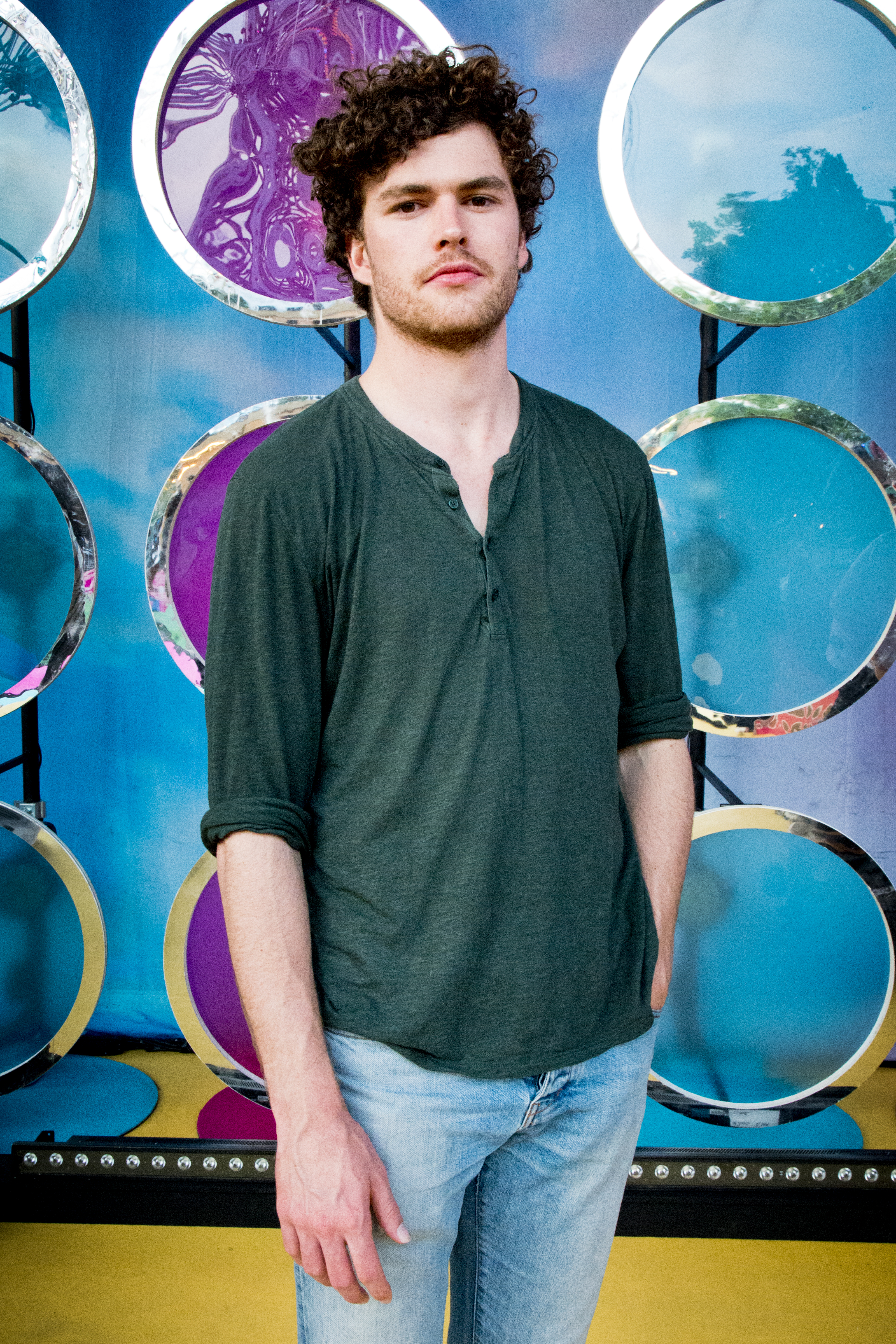
Vance Joy på Sommarkrysset 2014.

James Gabriel Keogh (född 1 december 1987 i Melbourne, Victoria, Australien), mer känd under artistnamnet Vance Joy, är en australisk singer-songwriter. År 2013 debuterade han med EP-skivan God Loves You When You're Dancing som innehåller låten "Riptide". Ett år senare släpptes första studioalbumet Dream Your Life Away tillsammans med skivbolaget Atlantic Records.
Låten "Riptide" har hamnat på listorna i länder som Australien (6), Österrike (4), flamländska Belgien (6), vallonska Belgien (4), Kanada (35), Tjeckien (5, 11), Frankrike (95), Tyskland (9), Irland (7), Israel (2), Nederländerna (65), Skottland (8), Slovakien (2, 8), Sverige (18), Schweiz (17), Storbritannien (10) och USA (8, 1, 7, 1).